# Spring Court
Spring Court est une marque française d'équipements sportifs célèbre pour avoir inventé et commercialisé la  tennis.

## Historique
Théodore Grimmeisen, tonnelier de son métier, décide en 1870 de quitter son Alsace natale pour rester français à l'issue de la guerre franco-prussienne. Il s'installe à Paris, dans le quartier de Belleville et y fait construire une usine. La Société TH GRIMMEISEN est fondée en 1917. Son fils s’attelle à perfectionner l'étanchéité de ses tonneaux et développe pour cela des prototypes de bouchons en caoutchouc. Il s’intéresse tout particulièrement à ce matériau. Le petit-fils de Théodore, Georges Grimmeisen, invente en 1930 la botte Colibri (ce nom est choisi en réponse à l'Aigle, symbole de l'empire Prussien), une botte en caoutchouc moulée d'une seule pièce, donc parfaitement étanche, rendue réalisable par un procédé de fabrication utilisant l’air comprimé pour démouler ses bottes.
En 1936, souhaitant pratiquer dans de bonnes conditions son sport préféré, le tennis, Georges invente la marque Spring Court. « Spring » pour « ressort », et « Court » pour les courts de tennis en terre battue. Une chaussure révolutionnaire et ventilée (quatre petits trous) en toile de coton et semelle de caoutchouc vulcanisé destinée à remplacer les espadrilles jusque là utilisées. La chaussure, conçue pour jouer sur terre battue, est très vite adoptée par de nombreux joueurs. 
Georges Grimmeisen meurt en 1956 à l'âge de 46 ans. Théodore Louis, son frère, continue seul le développement de la marque jusqu'en 1980. 
Après de nombreuses années de partenariat sous licence, Théodore Grimmeisen, fils de Georges, actuel président de la société, a repris la gestion directe de sa marque.
Les années 1960 sont celles de l’ébullition, dans tous les domaines. Pour la première fois, des chaussures de sport sont portées en dehors des enceintes sportives. John Lennon apparaît en Spring Court sur la pochette de l'album légendaire Abbey Road et lors de son mariage avec Yoko Ono. Chaussure emblématique du chanteur Serge Gainsbourg, Spring Court devient un véritable mythe français, tant auprès des personnalités que de la population dans son ensemble. 
Le déclin de la société est survenue au milieu des années 1970 quant Spring Court refusa de s'exporter à l'étranger et d'entrer dans le jeu de la mondialisation ; elle passe sous licence. La marque revendiquait son identité française et désirait garder son patrimoine authentique et traditionnel. Le développement des terrains de tennis en dur et le succès mondial de la Stan Smith d'Adidas, première tennis technique efficace sur tous revêtements, portée aussi à la ville, sonnera le glas de la frêle Springcourt pour terre battue. Et ce malgré le succès de la Springcuir lancée avec Jacques Séguéla en 1979 sur un concept inédit : l'affiche en relief sur les arrières de bus, qui vaudra à la marque deux distinctions au Grand Prix de l'affichage en 1979 et en 1982. Mais c'est cette année que Théodore Grimmeisen est contraint de fermer l'usine Spring Court afin de s'installer en Thaïlande, où il peut fabriquer ses chaussures à moindre frais et sauver ainsi l'entreprise de la faillite. La firme tomba peu à peu dans l'oubli dans les années 1990, supplantée par la Converse de Chuck Taylor et ne vendait plus qu'à quelques boutiques réputées pour anticiper les modes. 
Dans ces années 1990, les Rautureau (Free Lance) repositionnent la marque vers la mode, ; ils conserveront la licence jusqu'en 2011/2012, année où la marque passe sous le giron de Royer. Spring Court est alors sous licence, avant d'être reprise par Théodora Grimmeisen : la marque revient à la famille Grimmeisen début 2015. 

## Spring Court Aujourd'hui
Si la G2 n’a pas bougé depuis sa naissance en 1936, elle a connu des centaines de modèles différents. À l'issue de la pandémie, la marque abandonne la saisonnalité liée à la mode, afin de ne plus être poussée à créer perpétuellement de nouveaux modèles mais créé en parallèle des collections capsule.
L'ancienne usine Spring Court, (située 5, passage Piver à Paris) reste encore le siège social de la société Th. Grimmeisen,.